# Canto do Rio FC
Der Canto do Rio Foot-Ball Club – meist nur kurz Canto do Rio genannt – ist ein Sportverein aus Niterói im brasilianischen Bundesstaat Rio de Janeiro. Der am 14. November 1913 gegründete Verein ist am bekanntesten für seine Aktivitäten im Bereich des Fußball, wo er seine Glanzzeit von den 1940er Jahren bis in die 1960er Jahre hatte, aber keine bedeutenderen Titel erringen konnte. Dieser Tage ist Canto do Rio mehr dem Breitensport zugewandt.

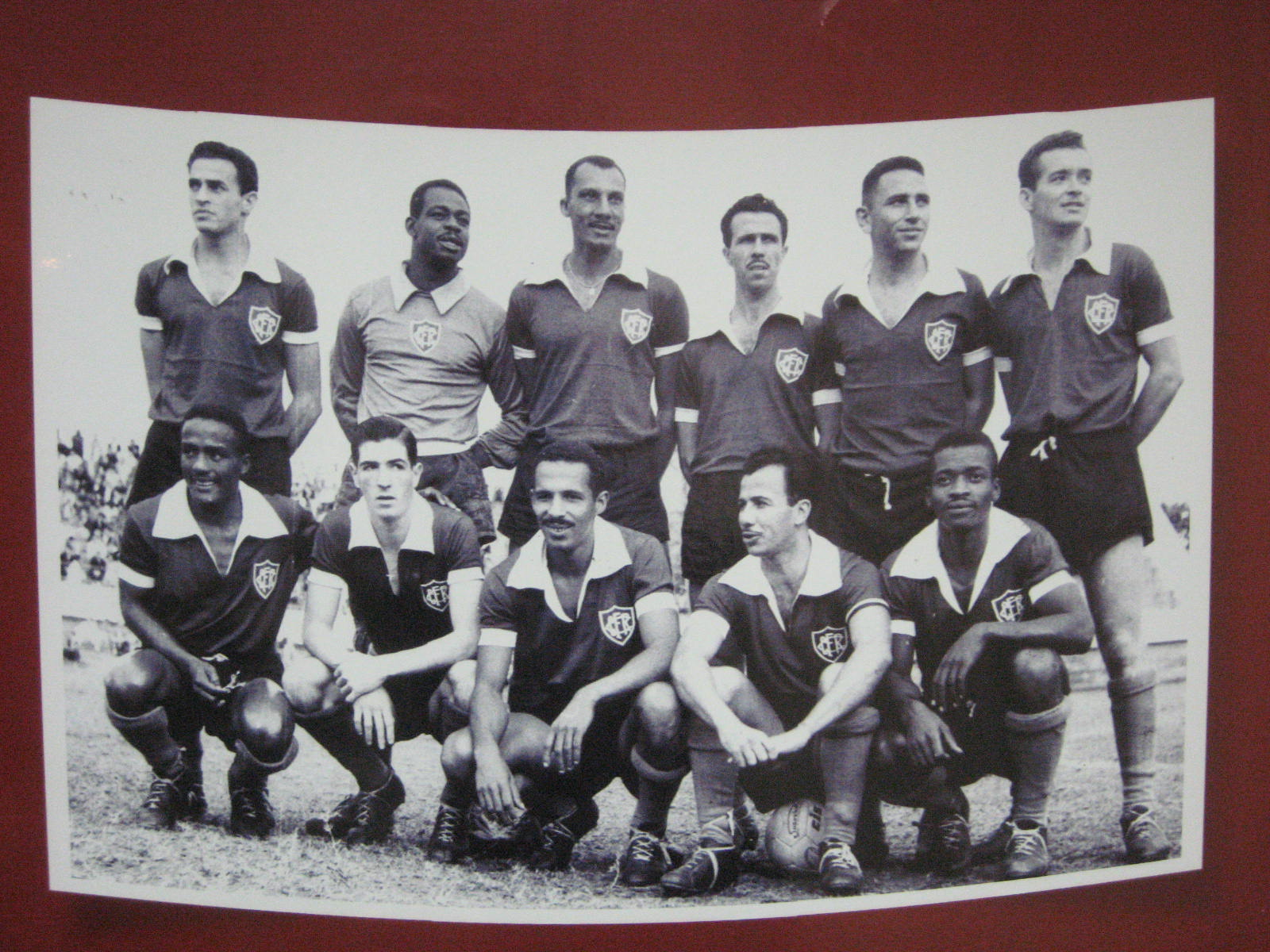
Ein Bild aus besseren Zeiten der Fußballer von Canto do Rio in den 1950ern

Canto do Rio spielte nach der Professionalisierung seines Spielbetriebes von 1940 bis 1964 als der einzige Verein des seinerzeitigen Bundesstaates Rio de Janeiro in der ersten Liga des seinerzeitigen Bundesdistriktes von Brasilien, der Hauptstadt Rio, der nach der Verlegung der Hauptstadt 1960 nach Brasília bis zur Vereinigung mit dem Staat Rio 1975 wiederum als Guanabara firmierte. In der ersten Liga der Staatsmeisterschaft der Stadt schloss Canto do Rio meist am Tabellenende ab. Höhepunkt war der sechste Platz von 1944. In jener Saison stellte Canto do Rio mit Geraldino, der 19 Treffer erzielte, den Torschützenkönig. Seit dem Abstieg 1964 spielte der Verein gelegentlich in der zweiten Liga, ansonsten aber vornehmlich drittklassig.
Zwischen 1933 und 1968 gewann Canto do Rio fünf Mal die Stadtmeisterschaft von Niterói, ein Wettbewerb der von 1913 bis 1974 abgehalten wurde. In den 1940er Jahren nahm der Verein auch einige Male am Stadtturnier von Rio teil, das zwischen 1938 und 1951 abgehalten wurde, und konnte dort 1944 mit einem beachtlichen dritten Platz abschließen.
Von 1940 bis 1945 spielte Ely do Amparo – später Teil des legendären Expresso da Vitória von CR Vasco da Gama und der brasilianischen Nationalmannschaft zwischen 1949 und 1953 – für Canto do Rio. Danilo Alvim, ebenso Teil jener Vasco da Gama Mannschaft und der Nationalelf jener Ära, spielte dort 1943. Mit Caetano da Silva "Veludo", zwischen 1954 und 1956 neunmaliger brasilianischer Nationaltorwart, war 1956 weiterer bekannter Spieler in den Reihen von Canto do Rio. In den späten 1950er Jahren begann Gérson de Oliveira Nunes, Weltmeister mit Brasilien 1970, seine Laufbahn in den Jugendmannschaften des Vereins.
1941 begann hier der Argentinier Abel Picabéa seine Trainerkarriere, der in späteren Jahren, wenn auch ohne bedeutende Erfolge viele der größeren Vereine trainierte und 1958 Real Oviedo in die spanische erste Liga führte.
Dieser Tage belegt der Verein in der Stadt ein Gelände von rund 12 000 m² das zahlreiche Sportfelder, Schwimmbäder, Sporthallen, Saunen und Gebäudlichkeiten für Veranstaltungen aller Art für seine Mitglieder bereithält.